# Colina (Chile)
Colina é uma comuna chilena localizada ao norte da Região Metropolitana de Santiago. É a capital da Província de Chacabuco. Dentro da comuna se encontram localidades como a cidade de Colina (capital comunal), Chicureo, Las Canteras e Esmeralda. Devido a seu explosivo crescimento demográfico, imobiliário e comercial, e a construção de modernas vias de acesso, se estima que em médio prazo a comuna torne-se parte da Grande Santiago, como parte da periferia norte, junto com Lampa e Quilicura. Tem uma média de 4,1 habitantes por casa.